# KolourPaint
KolourPaint é um software livre de edição e criação de imagens raster do projeto KDE, similar a versão Clássica o Microsoft Paint), tendo, porém, algumas capacidades adicionais tais como suporte a transparência
.
Ele objetiva ser conceitualmente simples de entender, provendo um grau de funcionalidade voltado ao usuário mediano. KolourPaint é planejado para trabalhos casuais tais como:
- Pintura digital: desenhando diagramas e "desenho à mão livre"
- Manipulação de imagens: edição de imagens e fotos; aplicação de efeitos.
- Edição de ícones: desenhar logotipos e clipart's com transparência.

Na versão KDE 3, o KolourPaint substituiu KPaint como aplicação de pintura digital simples.
KolourPaint possui uma versão portada para Microsoft Windows como parte da iniciativa "KDE on Windows".